# نهر سلطان (أبشار)
نهر سلطان (بالفارسية: نهرسلطان) هي منطقة سكنية تقع في إيران في أبشار. يقدر عدد سكانها بـ 485 نسمة بحسب إحصاء 2016.